# Rufoclanis maccleeryi
Rufoclanis maccleeryi is een vlinder uit de familie van de pijlstaarten (Sphingidae). De wetenschappelijke naam van de soort werd in 1968 gepubliceerd door Robert Herbert Carcasson.